# Albert D'Souza
Albert D’Souza (sinh 1945) là một Giám mục người Ấn Độ của Giáo hội Công giáo Rôma. Ông hiện là Tổng giám mục chính tòa Tổng giáo phận Agra. Trước đó, ông cũng từng đảm nhiệm nhiều vai trò vị trí khác như Tổng Thư kí Hội đồng các Giám mục của Ấn Độ [C.B.C.I] và Giám mục chính tòa Giáo phận Lucknow.

## Tiểu sử
Tổng giám mục Albert D’Souza sinh ngày 4 tháng 8 năm 1945 tại Moodubelle, thuộc Ấn Độ. Sau quá trình tu học dài hạn tại các cơ sở chủng viện theo quy định của Giáo luật, ngày 8 tháng 12 năm 1974, Phó tế D'Souza, 29 tuổi, tiến đến việc được truyền chức linh mục.
Sau gần 20 năm thi hành các tác vụ của một người linh mục, ngày 21 tháng 11 năm 1992, tin tức từ Tòa Thánh xác nhận việc Giáo hoàng đã ký quyết định bổ nhiệm linh mục Albert D’Souza, 47 tuổi, gia nhập Giám mục đoàn Công giáo Hoàn vũ, với vị trí được trao phó là Giám mục chính tòa Giáo phận Lucknow. Lễ tấn phong cho vị giám mục tân chức được tổ chức sau đó vào ngày 7 tháng 2 năm 1993, với phần nghi thức truyền chức chính yếu được cử hành cách trọng thể bởi 3 giáo sĩ cấp cao. Chủ phong cho tân giám mục là Tổng giám mục Giorgio Zur, Quyền Sứ thần Tòa Thánh tại Ấn Độ. Hai vị còn lại, với vai trò phụ phong, gồm có Tổng giám mục Cecil DeSa, Tổng giám mục Tổng giáo phận Agra và Giám mục Alphonsus Flavian D’Souza, S.J., Giám mục chính tòa Giáo phận Raiganj. Tân giám mục chọn cho mình châm ngôn:Your kingdom come.
15 năm giữ vị trí Giám mục Lucknow của Giám mục D'Souza đột ngột kết thúc khi tin tức từ Tòa Thánh cho biết đã quyết định thăng Giám mục Albert D’Souza hàm Tổng giám mục, thuyên chuyển đến nhiệm sở mới, mà cụ thể là Tổng giáo phận Agra và bổ nhiệm vào vị trí Tổng giám mục chính tòa. Quyết định này được phía Tòa Thánh loan đi rộng rãi vào ngày 16 tháng 2 năm 2007.
Ngoài các chức danh do bổ nhiệm từ phía Tòa Thánh, Tổng giám mục Albert D’Souza còn đảm nhiệm thêm vị trí Tổng Thư kí Hội đồng các Giám mục của Ấn Độ [C.B.C.I] trong khoảng thời gian từ tháng 2 năm 2012 đến tháng 3 năm 2016.